# Fjällförgätmigej
Fjällförgätmigej (Myosotis decumbens) är en växt inom släktet förgätmigejer och familjen strävbladiga växter som växer på fuktig mark i fjälltrakter och lokalt även i fjällens omgivande skogsmarker.

## Beskrivning
Fjällförgätmigejen blir 15–40 centimeter hög och har en grenig stjälk. Bladen är avlånga och lite spetsiga och sitter strödda längs stjälken. Blommorna är ljusblå och foderflikarna är smala och kortare än kronpipen.

## Utbredning
I den skandinviska fjällkedjan förekommer den allmänt i de flesta trakter, från trakten kring Valle i Aust-Agder fylke i södra Norge och norrut till Finnmark. I Sverige finns den från norra Lappland till mellersta Dalarna. Dess utbredning innefattar även större delen av Kolahalvön, Färöarna och Island.

## Botanik
Fjällförgätmigej anges i äldre floror ofta som en geografisk ras av skogsförgätmigej (Myosotis sylvatica), med det vetenskapliga namnet Myostis sylvatica frigidus.

## Etymologi
Fjällförgätmigejens artepitet, decumbens, har betydelsen "nedliggande" (med uppåtriktade skott). Ett samiskt namn på fjällförgätmigej är "nasste", vilket har uttolkats som "stjärnblomster".